# رومن وایندینگ
رومن وایندینگ (انگلیسی: Romain Winding؛ ۲۵ دسامبر ۱۹۵۱ – ۲۰ ژوئیهٔ ۲۰۲۳) فیلم‌بردار اهل فرانسه بود. وی از سال ۱۹۷۶ میلادی تا سال ۲۰۱۵ مشغول فعالیت بود.
از فیلم‌هایی که وی در آن‌ها نقش داشته‌است، می‌توان به زفاف سپید، سلین، کفش‌های کهنه خدا و از خشم و هیاهو اشاره نمود.
وایندینگ در تاریخ ۲۰ ژوئیه ۲۰۲۳ در سن ۷۱ سالگی در خانه‌اش در آردش فرانسه درگذشت.